# La Guerre des ondes
Pour les articles homonymes, voir ondes (homonymie).
Pour plus de détails, voir Fiche technique et Distribution.
La Guerre des ondes (Radio Londres 1943-1944) est un téléfilm français diffusé en 2014, réalisé par Laurent Jaoui, d'une durée de 90 minutes.

## Résumé
Pierre Dac, après avoir quitté Paris et s'être rendu en Espagne (où il a été brièvement incarcéré), arrive à Londres à la fin de 1943. Il rejoint la petite équipe de journalistes français (Jacques Duchesne, Pierre Bourdan, Jean Oberlé, Maurice Schumann) qui anime tous les soirs l'émission Les Français parlent aux Français diffusée par la BBC.
Par ses traits d'esprit spirituels, il contribue à insuffler un vent de liberté et d'humour dans l'émission radiophonique. Ses passages à l'antenne sont d'une grande efficacité. Ainsi, il parodie des chansons à la mode et brocarde le régime de Vichy.
En face, dans la France occupée, le journaliste collaborateur Jean Hérold-Paquis et le ministre de l'Information et de la Propagande Philippe Henriot tentent de le contrer, soulignant ses origines juives.
Lorsque la Libération de Paris intervient en août 1944, le principal souci de Pierre Dac est de savoir si son épouse, Dinah, a été interpellée par la Gestapo ou la Milice. Il apprend avec soulagement qu'après une brève arrestation, elle a été relâchée. Le téléfilm se termine par Pierre Dac et Dinah se prenant dans les bras et s'embrassant.

## Remarque
Le téléfilm contient des images d'archives réelles.

## Fiche technique
- Réalisateur : Laurent Jaoui
- Scénaristes : Carlo de Boutiny, Laurent Jaoui, Jacques Pessis
- Production : Capa Drama
- Coproduction : Be-Films
- Compositeur : François Staal
- Directeur de la photographie : Jean-Louis Sonzogni
- Chef décorateur : Eugénie Collet et Florence Vercheval
- Ingénieur du son : Paul Heymans
- Montage : Sarah Turoche

## Distribution
- Jean-Yves Lafesse : Pierre Dac
- Jean-Luc Couchard : Maurice Van Moppes
- Natalia Dontcheva : Dinah Gervyl
- Didier Flamand : Philippe Henriot
- Olivier Massart : Jacques Duchesne
- Xavier Gallais : Jean Hérold-Paquis
- Clément Manuel : Pierre Bourdan
- Laurent Gernignon : Jean Oberlé
- Michel Nabokoff : André Gillois
- Mélanie Martinez-Llense

## Compléments